# التهاب الأذن
التهاب الأذن (بالانجليزية: Otitis)، هو المصطلح العام لالتهاب أو إصابة الأذن، ويشمل المصطلح التهاب الأذن في كلٍ من البشر والحيوانات.
وتنقسم أنواع الالتهابات إلى ثلاثة أنواع:
1. التهاب الأذن الخارجية (بالإنجليزية: Otitis externa)‏ أو ما يسمى ب«أذن السباح» ويشمل التهاب الجزء الخارجي للأذن وقناة الأذن. في هذه الحالة تكون الأذن مؤلمة عند سحبها أو لمسها.
2. التهاب الأذن الوسطى (بالإنجليزية: Otitis media)‏ وتشمل الاذن الوسطى.في التهاب الأذن الوسطى، تكون الأذن مُصابة بعدوى مرضية (على سبيل المثال ببكتريا) أو مسدودة بسبب وجود سائل وراء هذه المنطقة (الفضاء خلف طبلة الأذن) تكون مليئة بالهواء وغير ملوثة بالحالات الطبيعية. هذه الإصابة تحدث عادة عند الأطفال وفي بعض الأحيان تتطلب تدخل جراحي بجراحة طبلة الأذن، وتُجرى بإدخال أنبوب داخل الطبلة للوصول إلى المنطقة المرادة.
3. التهاب الأذن الداخلية (بالإنجليزية: Otitis interna)‏ وتحدث الإصابة بالأذن الداخلية.الأذن الداخلية تحتوي على أعضاء التحسس وظيفتها السمع وتوازن الجسم. عندما تصاب الأذن الداخلية بالتهاب يكون الدوار من أهم الأعراض العامة.